# Gasthaus „Großes Weinstuben“
Das Gasthaus „Großes Weinstuben“ steht im Stadtteil Kötzschenbroda der sächsischen Stadt Radebeul, am Anger Altkötzschenbroda 64. Es wurde 1876/1877 errichtet und 1892 durch Julius Große zur Weinstube umgewidmet, dessen Familienname bis heute im Betriebsnamen verewigt ist.

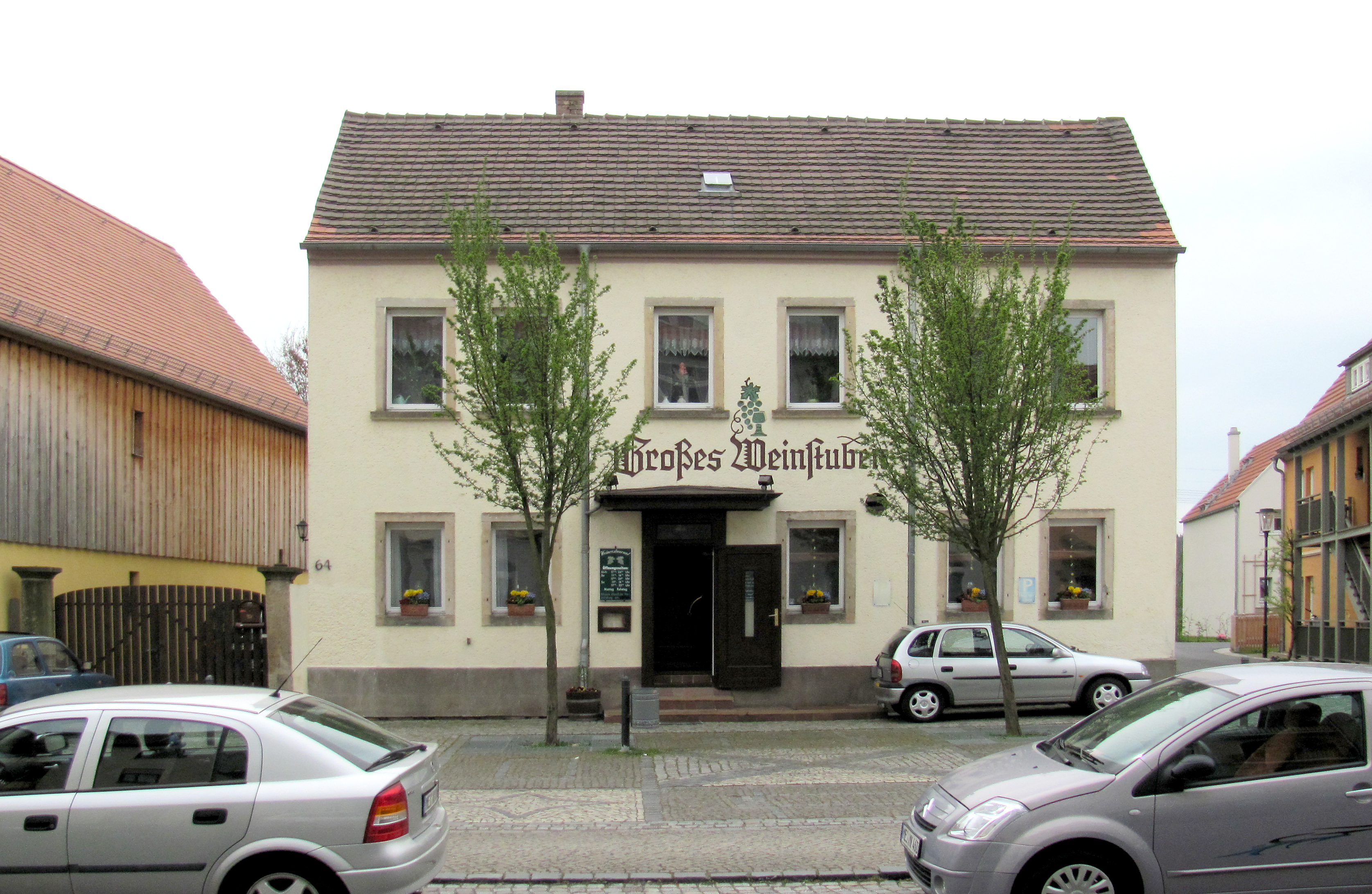
Gasthaus „Großes Weinstuben“ mit dem Sgraffito von Glöckner

## Beschreibung

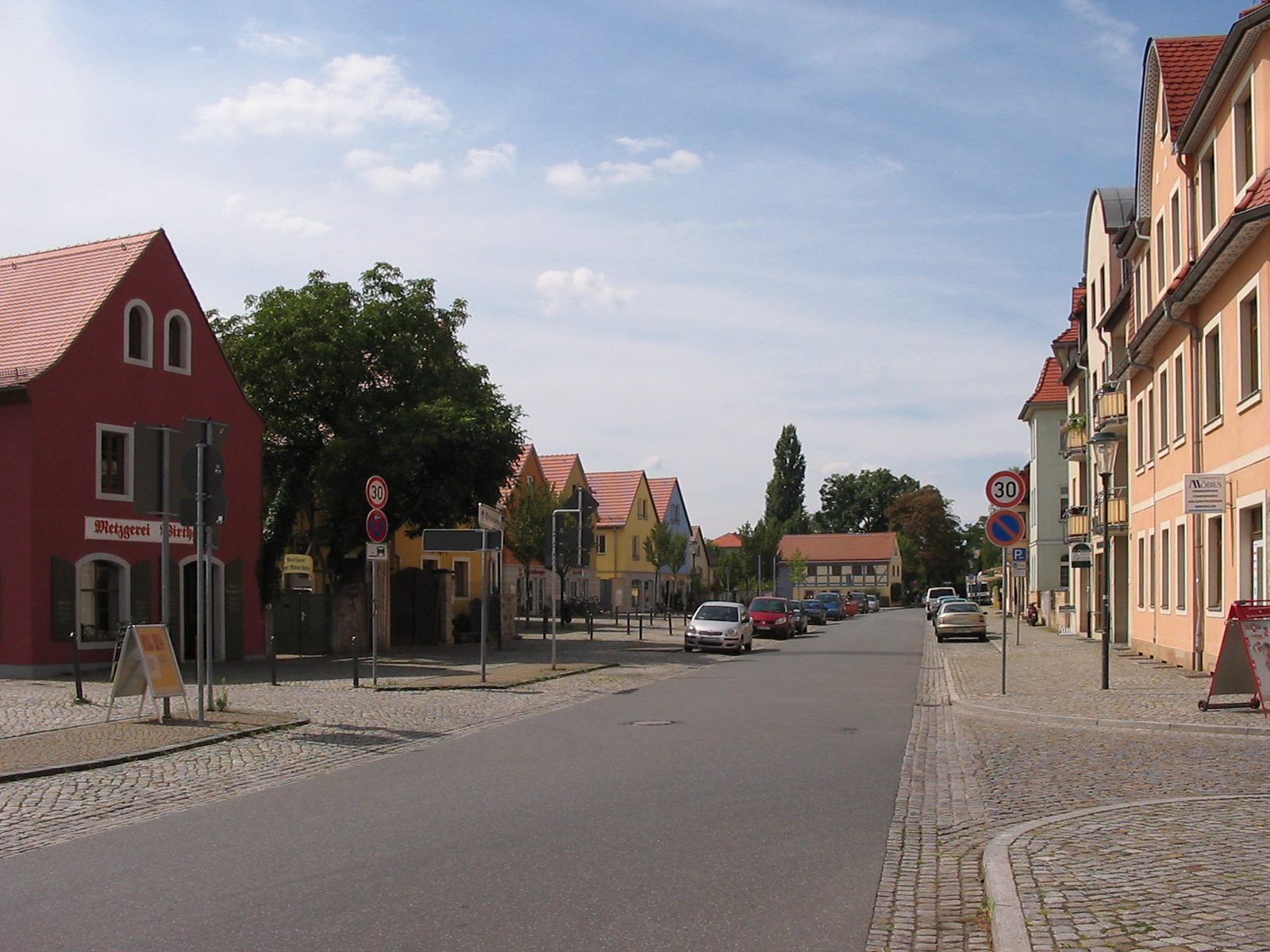
Blick über das Unterdorf von Altkötzschenbroda, hinter dem zweiten Haus von links liegt, von diesem verdeckt, das Gasthaus „Großes Weinstuben“

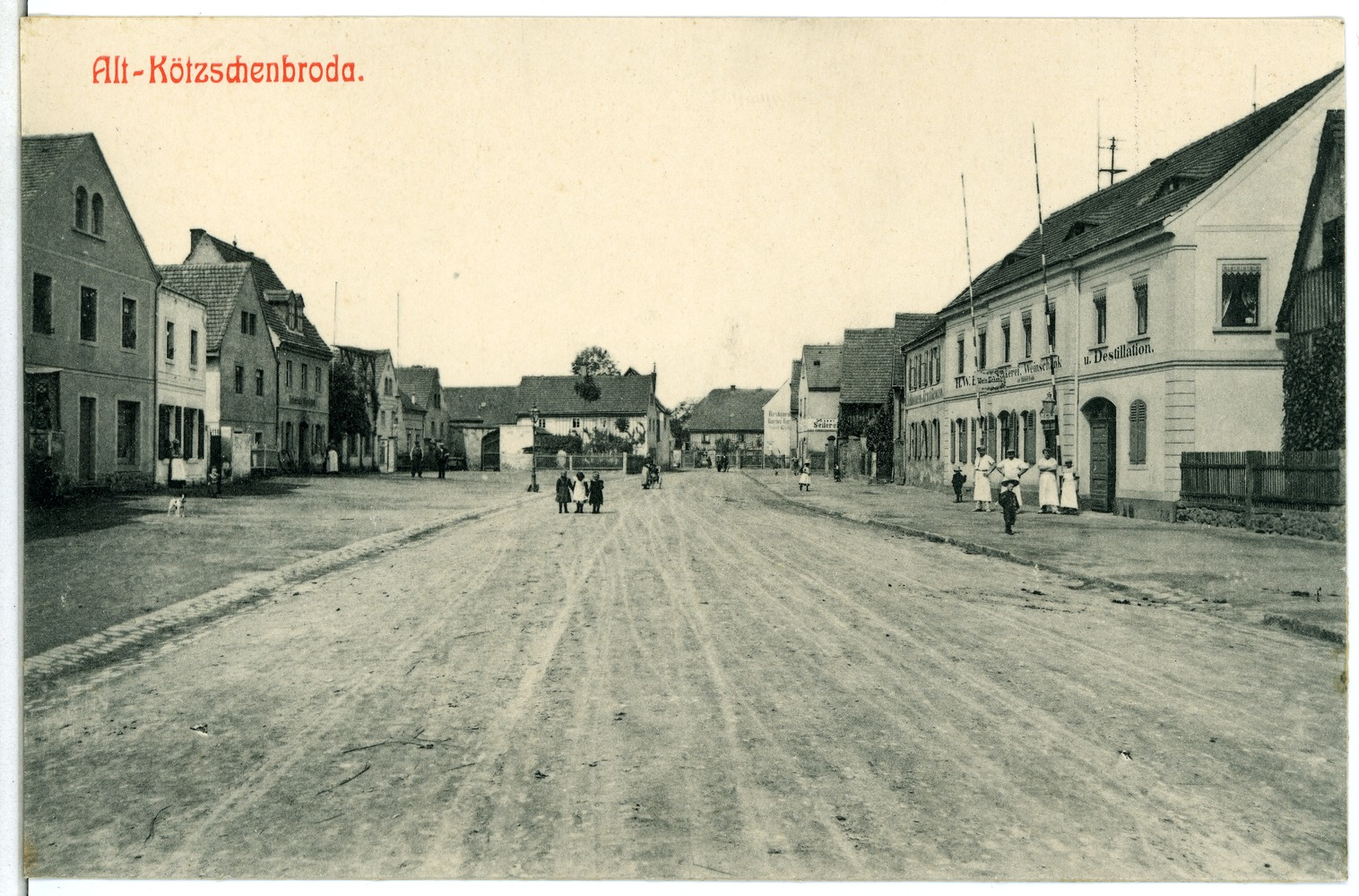
Das Unterdorf 1902

Friedrich August Pietzsch beantragte im August 1876 den Bau eines neuen Wohnhauses, dessen Planung vom ortsansässigen Baumeister Moritz Große stammte. Nach der Genehmigung noch im gleichen Jahr erfolgte die Ingebrauchnahme im August 1877. Der ebenfalls in Kötzschenbroda ansässige und mit Moritz Große verwandte Böttger- und Braumeister Julius Große, dem neben der Brauerei Kötzschenbroda Julius H. Große auch die am östlichen Ende des Angers liegende Oberschänke gehörte, erwarb 1892 von Pietzsch das Gebäude, um dort einen Weinhandel mit Ausschank zu betreiben.
Das unter Denkmalschutz stehende Gebäude liegt im sogenannten Unterdorf, das heißt westlich der den Anger rechtwinklig querenden Bahnhofstraße, auf der der Elbe zugekehrten Seite, der sogenannten Winterseite. Das traufständige Gebäude ist von der Straße aus nach hinten versetzt. Es liegt auf der ursprünglichen Gebäudeflucht des Angers, aus der nur die beiden linken Nachbargebäude Altkötzschenbroda 62 und 63 sowie ganz am Ende das Hirtenhaus hervorstehen.
Das Gasthaus ist zweigeschossig und hat sechs Fensterachsen in der Straßenansicht. Der ehemals mittig stehende Risalit ist ebenso wie die ehemalige Putzgliederung inzwischen verloren. In der Achse links von der Mitte ist die Eingangstür, geschützt von einer kleinen Verdachung. In der Mitte des Gebäudes befindet sich, zwei Achsen breit, ein Sgraffito, das Hermann Glöckner als „Brotarbeit“ in den 1950er Jahren schuf. Es besteht aus dem Schriftzug Großes Weinstuben, darüber ein schlichtes Wein-Stillleben.